# Triplophleps inferma
Triplophleps inferma är en fjärilsart som beskrevs av Swinhoe 1890. Triplophleps inferma ingår i släktet Triplophleps och familjen snigelspinnare. Inga underarter finns listade i Catalogue of Life.